# توم لوري
توم لوري (17 فبراير 1898 - 20 يوليو 1976 في نيوزيلندا) (بالإنجليزية: Tom Lowry)‏ هو فلاح ولاعب كريكت نيوزلندي. شارك مع منتخب نيوزيلندا الوطني للكريكت.

## وصلات خارجية
- توم لوري على موقع إي آس بي آن كريك إنفو (الإنجليزية)
- توم لوري على موقع قاعة نيوزيلندا للمشاهير الرياضية (الإنجليزية)